# گروس پوینت (میشیگان)
گروس پوینت (به انگلیسی: Grosse Pointe) یک منطقهٔ مسکونی در ایالات متحده آمریکا است که در شهرستان وین، میشیگان واقع شده‌است. گروس پوینت ۵٫۸۳ کیلومتر مربع مساحت و ۵٬۴۲۱ نفر جمعیت دارد و ۱۷۹ متر بالاتر از سطح دریا واقع شده‌است.